# Tarzan Falls
Tarzan Falls är ett vattenfall i Guam (USA).   Det ligger i floden Tarzan River i kommunen Yona på ön Guam, 9 km söder om huvudstaden Hagåtña. Tarzan Falls ligger 68 meter över havet.  Genomsnittlig årsnederbörd är 2 405 millimeter. Den regnigaste månaden är september, med i genomsnitt 611 mm nederbörd, och den torraste är april, med 26 mm nederbörd.